# Polder de Vurige Staart

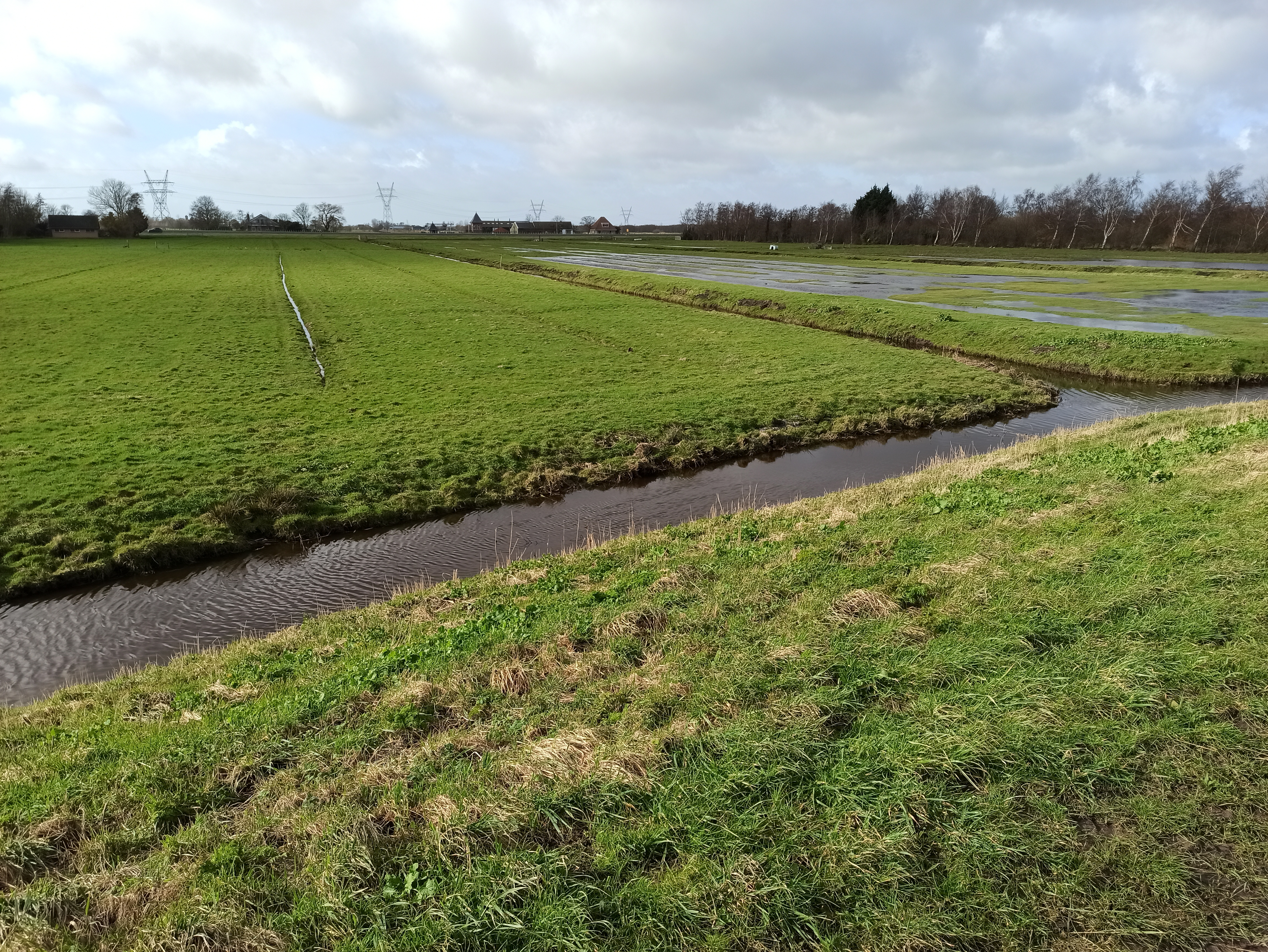
Polder de Vurige Staart gezien vanaf het Oudelandsdijkje langs de Purmerringvaart

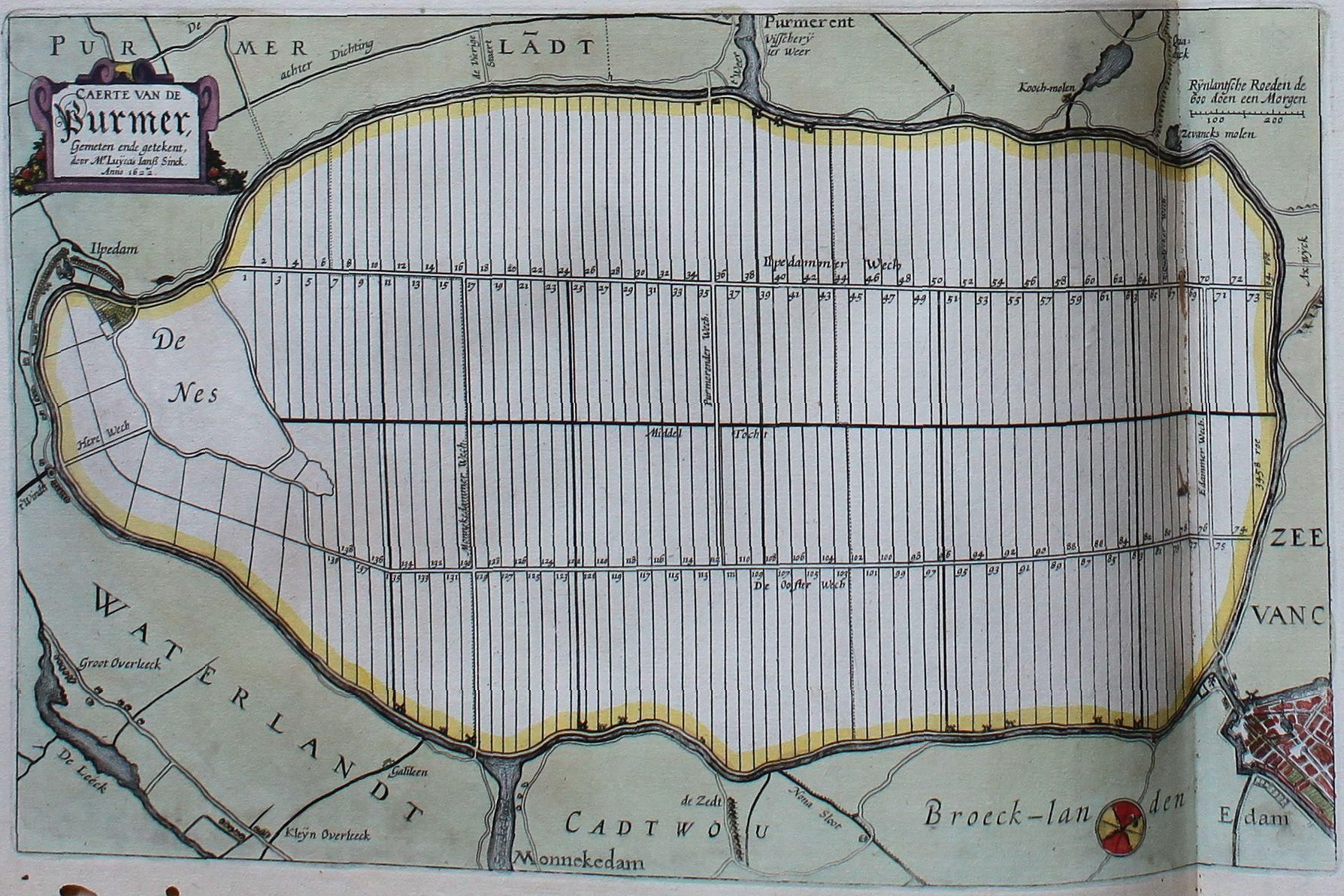
Aan de bovenkant (links van het midden) van deze kaart van de Purmer is de Vierige Staert aangegeven als een dijkje.

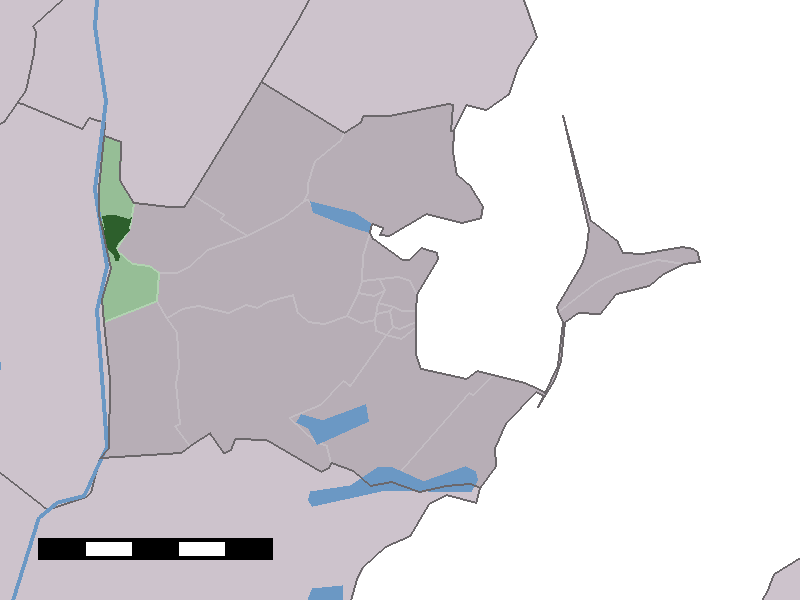
Kaart van Ilpendam in Waterland. De polder is het lichtgroene gebied boven het dorp.

Polder de Vurige Staart is een polder in Noord-Holland gelegen ten noorden van het in de gemeente Waterland gelegen Ilpendam en ten zuiden van de Zuiderpolder in Purmerend. De polder wordt aan de westkant ontsloten door de  Jaagweg en het Noordhollandsch Kanaal en aan de oostkant begrensd door de Purmerringvaart. De oppervlakte van de polder is 94 ha. 
Het is een kleinschalig poldergebied met weinig begroeiing voornamelijk veenmos en rietland waar nog altijd de zoute invloed merkbaar is van de tijd van voor de drooglegging. Het is een leefgebied voor veel vogels en andere dieren en gelegen tussen de grootstedelijke bebouwing van Purmerend en het landelijke Ilpendam. De Purmerringvaart en de Jaagweg liggen zichtbaar hoger dan de langgerekte en kleinschalige weilanden met smalle percelen in dit veengebied dat al bestond in de zeventiende eeuw toen de Zesstedentrekvaart, een voorloper van het  Noordhollandsch Kanaal, werd gegraven. Daardoor bleef tussen het Purmermeer en de trekvaart een smal staartje land over voor kleinschalige landbouw. De polder is ook in trek bij wandelaars en fietsers. De naam Vurige Staart verwijst vermoedelijk naar de gevreesde veeziekte miltvuur die hier vaak voorkwam.
Alhoewel de polder geheel in de gemeente Waterland is gelegen bestaat er in Purmerend even ten noorden van de polder een klein park met de naam Vurige Staart en draagt ook de naastgelegen bushalte voor zes lijnen van EBS in Purmerend deze naam. Het noordelijk deel van de polder behoort tot Purmerend en daar is sinds 2019 woningbouw gepland.